# Spin-1/2

Un únic punt de l'espai pot girar contínuament sense enredar-se. Observeu que després d'una rotació de 360°, l'espiral gira entre les orientacions en sentit horari i en sentit contrari. Torna a la seva configuració original després de girar 720°.

En mecànica quàntica, l'spín és una propietat intrínseca de totes les partícules elementals. Tots els fermions coneguts, les partícules que constitueixen la matèria ordinària, tenen un espín de 12 El nombre de spin descriu quantes facetes simètriques té una partícula en una rotació completa; una volta de 12 la partícula s'ha de girar dues voltes completes (a través de 720°) abans que tingui la mateixa configuració que quan va començar.
Partícules amb espín net 12: protó, el neutró, l'electró, el neutrí i els quarks. La dinàmica de spin -12 no es poden descriure amb precisió utilitzant la física clàssica; es troben entre els sistemes més senzills que requereixen mecànica quàntica per descriure'ls. Per tant, l'estudi del comportament de l'spin -12 una part central de la mecànica quàntica.
Els objectes amb spin-12 tots són fermions (un fet explicat pel teorema de l'spín-estadística) i compleixen el principi d'exclusió de Pauli. Les partícules amb spin-12 poden tenir un moment magnètic permanent al llarg de la direcció del seu gir, i aquest moment magnètic dona lloc a interaccions electromagnètiques que depenen del gir. Un d'aquests efectes que va ser important en el descobriment de l'spín és l'efecte Zeeman, la divisió d'una línia espectral en diversos components en presència d'un camp magnètic estàtic.
A diferència dels sistemes mecànics quàntics més complicats, l'spin 12 es pot expressar com una combinació lineal de només dos estats propis, o eigenspinors. Tradicionalment s'etiqueten spin up i spin down. Per això, els operadors d'spins mecànics quàntics es poden representar com a simples matrius 2×2. Aquestes matrius s'anomenen matrius de Pauli. Es poden construir operadors de creació i aniquilació per a spin 12, aquests obeeixen a les mateixes relacions de commutació que altres operadors de moment angular.
Quan el físic Paul Dirac va intentar modificar l'equació de Schrödinger perquè fos coherent amb la teoria de la relativitat d'Einstein, va trobar que només era possible incloure matrius a l'equació de Dirac resultant, la qual cosa implicava que l'ona havia de tenir múltiples components que conduïssin a l'spin.